# Братислав Дикић
Братислав Дикић (Ниш, 19. мај 1970) је генерал полиције Србије, био је на дужности команданта специјалне полицијске јединице жандармерије Србије.

## Полицијска каријера
Радио је у Министарству унутрашњих послова Србије од 1989. године, од чега десет година у специјалној полицијској јединици за борбу против тероризма (САЈ). Дикић је дипломирао и докторирао на Универзитету у Новом Саду, на ужој научној области „кризни менаџмент“. Током своје дуге каријере Дикић је добио бројне награде и одликовања, укључујући Ратни крст.

### Командант и заменик директора полиције
Дикић је постао командант Специјалних полицијских снага жандармерије Србије у јуну 2009. године, гдје је био све док није именован за заменика директора полиције у јулу 2013. Дикић је промовисан у чин генерала полиције у јануару 2011. Из јавне службе повукао се у децембру 2015. године.

### Хапшење у Црној Гори октобра 2016.
Дана 16. октобра 2016, у време парламентарних избора у Црној Гори, 20 држављана Србије је приведено због сумње да припремају терористички напад у Црној Гори укључујући бившег команданта Жандармерије Србије Братислава Дикића.
Према тврдњи генерала Дикића, црногорски тужилац Миливоје Катнић му је током истраге казао да ће све Србе из Црне Горе протјерати у Србију, као и сви други што су урадили.

#### Судски процес
Специјално тужилаштво Црне Горе на челу са Главним специјалним тужиоцем Миливојем Катнићем сумњичи Братислава Дикића под оптужбом да је планирао државни удар у Црној Гори.

## Политички рад
Након што се пензионисао, велики број ратних ветерана обратио се Дикићу за оснивање непрофитне организације заједнице, у циљу подизања свести о питањима везаним за статус ратних ветерана у Србији, на изборима 2016. године.